# Rochefort-en-Yvelines
Rochefort-en-Yvelines là một xã trong vùng hành chính Île-de-France, thuộc tỉnh Yvelines, quận Rambouillet, tổng Saint-Arnoult-en-Yvelines. Tọa độ địa lý của xã là 48° 35' vĩ độ bắc, 01° 59' kinh độ đông.

## Thông tin nhân khẩu
| 1990 | 1999 |
| ---- | ---- |
| 774  | 783  |

## Nhân vật nổi tiếng
- Hercule de Rohan